# Pf11

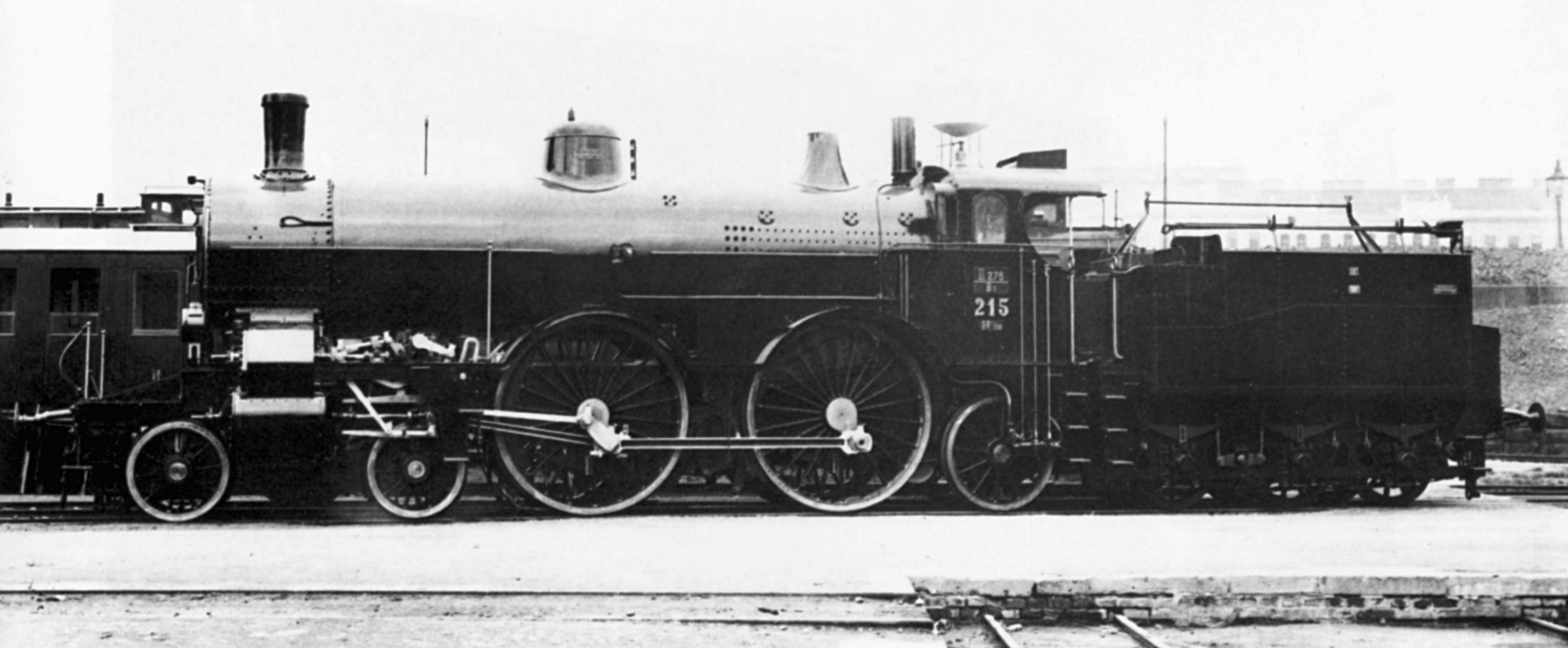
Parowóz Südbahn 108.215

Pf11 – polskie oznaczenie austriackiego parowozu pospiesznego serii kkStB 108 o układzie osi 2'B1', produkowanego w latach 1901–1910.
Parowóz wykorzystywał parę nasyconą i czterocylindrowy silnik sprzężony.

## Historia i służba
Parowóz serii 108 przedstawiał nowy etap rozwoju austriackich parowozów pospiesznych, wprowadzając na koleje państwowe kkStB układ osi 2'B1' i kocioł o dużej wydajności. Na próbach osiągał prędkość 140 km/h. W 1906 roku parowóz numer 108.22 otrzymał nagrodę Gran premio na wystawie w Mediolanie. Zbudowano 36 lokomotyw tej serii, w dwóch fabrykach austriackich Wiener Neustadt i StEG oraz czeskiej BMM. Z tego, 25 było przeznaczonych dla austriackich kolei państwowych kkStB (numery od 108.01 do 108.25), a pozostałe 11 nieco odmiennych dla austro-węgierskiej Kolei Południowej (Südbahn / Déli Vasút, numery od 211 do 221). W 1901 roku zbudowano pierwszą lokomotywę, w kolejnym roku dwie. Większość lokomotyw (21) zbudowano w 1903 roku, po czym w 1905 zbudowano jeszcze cztery, w 1906 i 1907 po trzy i jeszcze po jednej w 1908 i 1910.
Lokomotywy kkStB prowadziły pociągi pospieszne między Wiedniem a Pragą i Wiedniem a Krakowem.
Po I wojnie światowej ostatecznie 24 lokomotywy z dawnych kolei kkStB otrzymała Czechosłowacja, gdzie służyły na kolejach ČSD jako seria 275.0 (numery 275.001 do 275.024). Stosowano je m.in. na trasach z Pragi do Brna, Chebu i Bratysławy, ostatnie służyły na trasie Praga – Horažďovice do 1949 roku. Jedna lokomotywa (108.14) trafiła do kolei rumuńskich (CFR). Jedenaście lokomotyw Kolei Południowych natomiast kontynuowało służbę na Kolejach Austriackich (BBÖ) jako seria 108 (numery 108.01 – 108.11) do lat 30.
W okresie międzywojennym na PKP pracował przejściowo tylko jeden parowóz tej serii – dawny 108.15. Według systemu oznaczeń PKP, parowóz miał mieć oznaczenie Pf11-1, lecz nie jest jasne, czy został przenumerowany. W 1924 roku został przekazany Czechosłowacji, gdzie służył dalej pod numerem 275.014.

## Opis
Lekki parowóz pospieszny, o układzie osi 2'B1'. Przedni wózek z osiami tocznymi średnicy 995 mm i rozstawem osi 2420 mm miał czop skrętu przesunięty o 50 mm poza jego środek. Z tyłu parowóz miał oś Adamsa z kołami średnicy 1258 mm, bez nastawiacza powrotnego. Koła napędne miały średnicę 2100 mm, oś napędowa była podwójnie wykorbiona. Parowóz miał wysoko umieszczony kocioł (środek 2830 mm nad główką szyny), z rusztem o dużej długości (3270 mm). Kocioł miał 329 płomieniówek lub 314 w parowozach produkcji od 1905 roku, powierzchnia ogrzewalna kotła (od strony wody) odpowiednio wynosiła 227,5 m² lub 217,5 m². Typowo dla austriackich lokomotyw, dymnica miała dwudzielne drzwiczki, a koła napędowe były od góry nakryte ozdobnymi szerokimi błotnikami.
Silnik sprzężony czterocylindrowy, z cylindrami wysokoprężnymi umieszczonymi pod dymnicą, między ostojnicami i napędzającymi oś wykorbioną oraz cylindrami niskoprężnymi na zewnątrz. Cylindry miały średnicę odpowiednio 350 i 600 mm oraz skok 680 mm. Suwaki cylindrów były płaskie, z zewnętrznym napędem, rozrząd Heusingera.
Stosowano kilka różnych serii tendrów trzy- lub czteroosiowych.